# ويليام إيفي
ويليام إيفي (بالإنجليزية: William Ivey)‏ هو رسام أمريكي، ولد في 30 سبتمبر 1919، وتوفي في 17 مايو 1992.